# Präsidentschafts- und Parlamentswahl in Kenia 2007
Die Präsidentschafts- und Parlamentswahl in Kenia 2007 fand am 27. Dezember statt. Bei ihr wurden der Staatspräsident und die Mitglieder der Nationalversammlung gewählt.

## Ergebnis

### Präsidentschaftswahl
| Kandidaten                                 | Parteien                           | Stimmen    | %    |
| ------------------------------------------ | ---------------------------------- | ---------- | ---- |
| Mwai Kibaki                                | Party of National Unity            | 4.578.034  | 46,4 |
| Raila Odinga                               | Orange Democratic Movement         | 4.352.860  | 44,1 |
| Kalonzo Musyoka                            | Orange Democratic Movement – Kenya | 879.899    | 8,9  |
| Joseph Karani                              | Kenya Patriotic Trust Party        | 21.168     | 0,2  |
| Pius Muiru                                 | Kenya Peoples’ Party               | 9.665      | 0,1  |
| Nazlin Omar                                | Workers Congress Party of Kenya    | 8.624      | 0,1  |
| Kenneth Matiba                             | Saba Saba Asili                    | 8.049      | 0,1  |
| David Waweru Ng’ethe                       | Chama Cha Uma                      | 5.976      | 0,1  |
| Nixon Kukubo                               | Republican Party of Kenya          | 5.926      | 0,1  |
| Gesamt                                     | Gesamt                             | 9.870.201  | 100  |
|                                            |                                    |            |      |
| Wahlberechtigte                            | Wahlberechtigte                    | 14.296.180 |      |
|                                            |                                    |            |      |
| Quelle: International Republican Institute |                                    |            |      |

- Im Wahlkreis Kamukunji wurden die Ergebnisse annulliert. Die Wahlen wurden nicht wiederholt. Mwai Kibaki wurde am 30. Dezember für gewählt erklärt[1].

### Parlamentswahl
- Vakante Sitze: Wahlkreise Kamukunji, Kilgoris und Wajir North

| Listen                                                                          | Stimmen | %   | Mandate |
| ------------------------------------------------------------------------------- | ------- | --- | ------- |
| Orange Democratic Movement                                                      | –       | –   | 99      |
| Gesamt                                                                          | 0       | 100 | 210     |
|                                                                                 |         |     |         |
| Quellen: Office of Government, Mandate – Kandidaten – Ergebnis nach Wahlkreisen |         |     |         |